# Grand Prix automobile de Grande-Bretagne 2024
GP précédent GP suivant
Le Grand Prix automobile de Grande-Bretagne 2024 (Formula 1 Qatar Airways British Grand Prix 2024), disputé le 7 juillet 2024 sur le circuit de Silverstone, est la 1113e épreuve du championnat du monde de Formule 1 courue depuis 1950, à l'endroit où se disputa aussi la première d'entre-elles le 13 mai 1950. Il s'agit de la soixante-quinzième édition du Grand Prix de Grande-Bretagne comptant pour le championnat du monde de Formule 1, la cinquante-huitième disputée sur le circuit de Silverstone et de la douzième manche du championnat 2024.
La séance de qualifications débute sur une piste très humide avec les pneumatiques intermédiaires ; en fin de Q1, certains chaussent les pneus tendres et Sergio Pérez termine dans le bac à graviers de Copse. À trois minutes de la fin de la Q3, pour sa dernière tentative, Lewis Hamilton réalise le meilleur temps tandis que Max Verstappen ne peut faire mieux que quatrième. George Russell obtient, dans la foulée, la troisième pole position de sa carrière, sa première pour son Grand Prix national. Derrière les pilotes Mercedes qui verrouillent pour la 84e fois la première ligne, ce qui constitue un nouveau record, Lando Norris complète un trio britannique au départ du Grand Prix de Grande-Bretagne. Verstappen s'élance quatrième tandis que la troisième ligne est constituée d'Oscar Piastri et Nico Hülkenberg ; suivent Carlos Sainz Jr. et Lance Stroll qui devancent une cinquième ligne occupée par Alexander Albon et Fernando Alonso.
Devant son public, au terme de 52 de tours d'une course ponctuée par des aléas météorologiques, Lewis Hamilton obtient la 104e victoire de sa carrière après 57 Grands Prix de disette pour le septuple champion du monde britannique, sa dernière victoire remontant au 5 décembre 2021, à Djeddah ; aucun pilote ne s'était imposé en Formule 1 après 300 départs, aucun n'avait gagné neuf fois le même Grand Prix sur le même circuit et aucun ne s'était imposé dix-sept ans après son premier succès. Pour l'emporter devant une foule aux anges, Hamilton fait parler sa science des conditions d'adhérence sur tracé humide, et bénéficie des errements stratégiques de McLaren, pour devancer Max Verstappen, Lando Norris et Oscar Piastri. 
Au départ, Verstappen prend le meilleur sur Norris et s'installe en troisième position d'une course menée par Russell devant Hamilton. Dès l'apparition de la pluie, après dix-huit tours, Hamilton se joue des conditions de piste, mouillée par endroits, sèche à d'autres, et dépasse rapidement son coéquipier pour prendre les commandes. Les pilotes McLaren brillent ensuite, en pneus lisses, par cette météo toute britannique : Norris dépasse en effet Verstappen, Russell et Hamilton et s'empare de la tête ; son coéquipier Piastri réalise la même série de dépassements pour accéder à la deuxième position. Alors que la piste commence à sécher, une nouvelle averse s'abat sur Silverstone et, au vingt-septième tour, les premiers rentrent simultanément au stand pour chausser des pneus intermédiaires hormis Piastri qui, sur consigne de son stand, effectue un tour supplémentaire qui ruine ses espoirs de victoire.   
Après cette première séquence d'arrêts, Norris mène, sans être inquiété par Hamilton suivi de Verstappen alors que Russell abandonne en raison d'une fuite d'eau. En bagarre avec Piastri pour la quatrième place, Sainz sauve l'honneur de Ferrari quand Leclerc se perd dans les profondeurs du classement. La trajectoire s'assèche à nouveau et la course se joue au trente-huitième tour lorsque le pilote Mercedes délaisse ses gommes sculptées pour des pneus tendres alors que Verstappen opte pour des gommes dures. Non seulement Norris effectue un tour de plus mais il glisse au freinage et rate son emplacement devant son box, ce qui lui fait perdre de précieuses secondes : quand il reprend la piste, en pneus tendres, Hamilton est déjà passé. Il conserve jusqu'au bout sa première place, Verstappen revenant dans ses rétroviseurs en exploitant au mieux ses pneumatiques qui lui ont permis de reléguer Norris en troisième position. Une immense clameur jaillit des gradins quand Brian May abaisse le drapeau à damier. Piastri s'adjuge la quatrième place devant Sainz qui obtient le point bonus du meilleur tour à une boucle de l'arrivée alors que Leclerc finit quatorzième. Auteur d'une course solide, Hülkenberg termine sixième, devant les pilotes Aston Martin si proches de leur usine, Stroll et Alonso. Dans le même tour que le vainqueur, Albon apporte deux points à Williams et Tsunoda prend l'unité restante. 
Avec 255 points, Max Verstappen augmente encore son avance au championnat sur ses poursuivants, Lando Norris (171 points) et Charles Leclerc (150 points). Carlos Sainz (146 points) reste quatrième devant Oscar Piastri (124 points) qui dépasse Sergio Pérez (118 points), désormais talonné par George Russell (111 points) et Lewis Hamilton (110 points). Plus loin, Fernando Alonso (45 points) est neuvième, suivi par Lance Stroll (23 points) et Nico Hülkenberg (22 points). Chez les constructeurs, Red Bull (373 points) possède 71 unités d'avance sur Ferrari (302 points), talonné par McLaren (295 points). Mercedes (221 points) occupe la quatrième place devant Aston Martin (68 points), Racing Bulls (31 points) et Haas (27 points), Alpine (9 points) et Williams (4 points). Après douze courses, Kick Sauber ne compte toujours aucun point.

## Pneus disponibles
| Pneus pour piste sèche | Pneus pour piste sèche | Pneus pour piste sèche | Pneus pluie    | Pneus pluie |
| ---------------------- | ---------------------- | ---------------------- | -------------- | ----------- |
| Durs (Type C1)         | Medium (Type C2)       | Tendres (Type C3)      | Intermédiaires | Pluie       |

## Essais libres

### Première séance, le vendredi de 12 h 30 à 13 h 30
| Pilote | Voiture         | Chrono                | Écart          |           |
| ------ | --------------- | --------------------- | -------------- | --------- |
| 1      | Lando Norris    | McLaren-Mercedes      | 1 min 27 s 420 |           |
| 2      | Lance Stroll    | Aston Martin-Mercedes | 1 min 27 s 554 | + 0 s 134 |
| 3      | Oscar Piastri   | McLaren-Mercedes      | 1 min 27 s 631 | + 0 s 211 |
| 4      | Max Verstappen  | Red Bull-Honda RBPT   | 1 min 27 s 729 | + 0 s 309 |
| 5      | George Russell  | Mercedes              | 1 min 27 s 738 | + 0 s 318 |
| 6      | Fernando Alonso | Aston Martin-Mercedes | 1 min 27 s 794 | + 0 s 374 |

- Oliver Bearman, pilote d'essai pour Haas F1 Team, remplace Kevin Magnussen lors de cette séance ; il réalise le quatorzième temps[4].
- Jack Doohan, pilote d'essai pour Alpine F1 Team, remplace Pierre Gasly lors de cette séance ; il réalise le dix-septième temps[5].
- Franco Colapinto, pilote d'essai pour Williams F1 Team, remplace Logan Sargeant lors de cette séance ; il réalise le dix-huitième temps[6].
- Isack Hadjar, pilote d'essai pour Red Bull Racing, remplace Sergio Pérez lors de cette séance ; il réalise le dix-neuvième temps[7].

### Deuxième séance, le vendredi de 16 h à 17 h
| Pos. | Pilote          | Voiture             | Chrono         | Écart     |
| ---- | --------------- | ------------------- | -------------- | --------- |
| 1    | Lando Norris    | McLaren-Mercedes    | 1 min 26 s 549 |           |
| 2    | Oscar Piastri   | McLaren-Mercedes    | 1 min 26 s 880 | + 0 s 331 |
| 3    | Sergio Pérez    | Red Bull-Honda RBPT | 1 min 26 s 983 | + 0 s 434 |
| 4    | Nico Hülkenberg | Haas-Ferrari        | 1 min 26 s 990 | + 0 s 441 |
| 5    | Charles Leclerc | Ferrari             | 1 min 27 s 150 | + 0 s 601 |
| 6    | Lewis Hamilton  | Mercedes            | 1 min 27 s 202 | + 0 s 653 |

### Troisième séance, le samedi de 11 h 30 à 12 h 30
| Pos. | Pilote           | Voiture             | Chrono         | Écart     |
| ---- | ---------------- | ------------------- | -------------- | --------- |
| 1    | George Russell   | Mercedes            | 1 min 37 s 529 |           |
| 2    | Lewis Hamilton   | Mercedes            | 1 min 37 s 564 | + 0 s 035 |
| 3    | Lando Norris     | McLaren-Mercedes    | 1 min 37 s 714 | + 0 s 185 |
| 4    | Carlos Sainz Jr. | Ferrari             | 1 min 38 s 139 | + 0 s 610 |
| 5    | Max Verstappen   | Red Bull-Honda RBPT | 1 min 38 s 393 | + 0 s 864 |
| 6    | Charles Leclerc  | Ferrari             | 1 min 38 s 454 | + 0 s 925 |

- La troisième séance d’essais libres débute sur une piste très humide car la course de Formule 3 qui devait avoir lieu dans la matinée a été reportée à cause des conditions météorologiques. Si la pluie s'est arrêtée peu avant le début de la session, plusieurs pilotes, dont Max Verstappen et Valtteri Bottas partent en tête-à-queue. Pierre Gasly sort de la piste et s'immobilise dans un bac à graviers, provoquant une interruption de cinq minutes au drapeau rouge. À vingt minutes du terme, la pluie fait son apparition et ne cesse de s'intensifier jusqu'à la fin[10].

## Séance de qualifications, le samedi de 15 h à 16 h

### Résultats des qualifications
| Pos.                                                                               | Pilote           | Écurie                  | Qualifications 1 | Qualifications 2 | Qualifications 3 |
| ---------------------------------------------------------------------------------- | ---------------- | ----------------------- | ---------------- | ---------------- | ---------------- |
| 1                                                                                  | George Russell   | Mercedes                | 1 min 30 s 106   | 1 min 26 s 723   | 1 min 25 s 819   |
| 2                                                                                  | Lewis Hamilton   | Mercedes                | 1 min 29 s 545   | 1 min 26 s 770   | 1 min 25 s 990   |
| 3                                                                                  | Lando Norris     | McLaren-Mercedes        | 1 min 30 s 596   | 1 min 26 s 559   | 1 min 26 s 030   |
| 4                                                                                  | Max Verstappen   | Red Bull-Honda RBPT     | 1 min 31 s 342   | 1 min 26 s 796   | 1 min 26 s 203   |
| 5                                                                                  | Oscar Piastri    | McLaren-Mercedes        | 1 min 30 s 895   | 1 min 26 s 733   | 1 min 26 s 237   |
| 6                                                                                  | Nico Hülkenberg  | Haas-Ferrari            | 1 min 31 s 929   | 1 min 26 s 847   | 1 min 26 s 338   |
| 7                                                                                  | Carlos Sainz Jr. | Ferrari                 | 1 min 30 s 557   | 1 min 26 s 843   | 1 min 26 s 509   |
| 8                                                                                  | Lance Stroll     | Aston Martin-Mercedes   | 1 min 30 s 410   | 1 min 26 s 938   | 1 min 26 s 585   |
| 9                                                                                  | Alexander Albon  | Williams-Mercedes       | 1 min 31 s 135   | 1 min 26 s 933   | 1 min 26 s 640   |
| 10                                                                                 | Fernando Alonso  | Aston Martin-Mercedes   | 1 min 31 s 264   | 1 min 26 s 730   | 1 min 26 s 917   |
| 11                                                                                 | Charles Leclerc  | Ferrari                 | 1 min 30 s 496   | 1 min 27 s 097   |                  |
| 12                                                                                 | Logan Sargeant   | Williams-Mercedes       | 1 min 31 s 608   | 1 min 27 s 175   |                  |
| 13                                                                                 | Yuki Tsunoda     | Racing Bulls-Honda RBPT | 1 min 30 s 994   | 1 min 27 s 269   |                  |
| 14                                                                                 | Zhou Guanyu      | Kick Sauber-Ferrari     | 1 min 31 s 190   | 1 min 27 s 867   |                  |
| 15                                                                                 | Daniel Ricciardo | Racing Bulls-Honda RBPT | 1 min 31 s 291   | 1 min 27 s 949   |                  |
| 16                                                                                 | Valtteri Bottas  | Kick Sauber-Ferrari     | 1 min 32 s 431   |                  |                  |
| 17                                                                                 | Kevin Magnussen  | Haas-Ferrari            | 1 min 32 s 905   |                  |                  |
| 18                                                                                 | Esteban Ocon     | Alpine-Renault          | 1 min 34 s 557   |                  |                  |
| 19                                                                                 | Sergio Pérez     | Red Bull-Honda RBPT     | 1 min 38 s 348   |                  |                  |
| 20                                                                                 | Pierre Gasly     | Alpine-Renault          | 1 min 39 s 804   |                  |                  |
| Qualifications disputées en partie sous la pluie : pas de temps minimal à réaliser |                  |                         |                  |                  |                  |

### Grille de départ
- Sergio Pérez, auteur du dix-neuvième temps est pénalisé d'un départ depuis la voie des stands à la suite du changement de son unité de propulsion sous le régime du parc fermé[12].
- Pierre Gasly, auteur du vingtième temps, est pénalisé d'un recul sur la grille de départ pour le changement hors-quota d'éléments du groupe propulseur sur sa monoplace (batterie, moteur à combustion interne, turbocompresseur, un MGU-H, MGU-K et boitier de contrôle électronique) ; la pénalité étant supérieure à 15 places, il doit s'élancer de la dernière place, mais part finalement dix-neuvième à la suite de la pénalisation de Pérez[13],[14],[15].

## Course

### Classement de la course
| Pos. | no | Pilote           | Écurie                  | Tours | Temps/Abandon                      | Grille  | Points |
| ---- | -- | ---------------- | ----------------------- | ----- | ---------------------------------- | ------- | ------ |
| 1    | 44 | Lewis Hamilton   | Mercedes                | 52    | 1 h 22 min 27 s 059 (222,822 km/h) | 2       | 25     |
| 2    | 1  | Max Verstappen   | Red Bull-Honda RBPT     | 52    | + 1 s 465                          | 4       | 18     |
| 3    | 4  | Lando Norris     | McLaren-Mercedes        | 52    | + 7 s 547                          | 3       | 15     |
| 4    | 81 | Oscar Piastri    | McLaren-Mercedes        | 52    | + 12 s 429                         | 5       | 12     |
| 5    | 55 | Carlos Sainz Jr. | Ferrari                 | 52    | + 47 s 318                         | 7       | 10 + 1 |
| 6    | 27 | Nico Hülkenberg  | Haas-Ferrari            | 52    | + 55 s 722                         | 6       | 8      |
| 7    | 18 | Lance Stroll     | Aston Martin-Mercedes   | 52    | + 56 s 569                         | 8       | 6      |
| 8    | 14 | Fernando Alonso  | Aston Martin-Mercedes   | 52    | + 1 min 03 s 577                   | 10      | 4      |
| 9    | 23 | Alexander Albon  | Williams-Mercedes       | 52    | + 1 min 08 s 387                   | 9       | 2      |
| 10   | 22 | Yuki Tsunoda     | Racing Bulls-Honda RBPT | 52    | + 1 min 19 s 303                   | 13      | 1      |
| 11   | 2  | Logan Sargeant   | Williams-Mercedes       | 52    | + 1 min 28 s 960                   | 12      |        |
| 12   | 20 | Kevin Magnussen  | Haas-Ferrari            | 52    | + 1 min 30 s 153                   | 17      |        |
| 13   | 3  | Daniel Ricciardo | Racing Bulls-Honda RBPT | 51    | + 1 tour                           | 15      |        |
| 14   | 16 | Charles Leclerc  | Ferrari                 | 51    | + 1 tour                           | 11      |        |
| 15   | 77 | Valtteri Bottas  | Kick Sauber-Ferrari     | 51    | + 1 tour                           | 16      |        |
| 16   | 31 | Esteban Ocon     | Alpine-Renault          | 50    | + 2 tours                          | 18      |        |
| 17   | 11 | Sergio Pérez     | Red Bull-Honda RBPT     | 50    | + 2 tours                          | Pitlane |        |
| 18   | 24 | Zhou Guanyu      | Kick Sauber-Ferrari     | 50    | + 2 tours                          | 14      |        |
| Abd. | 63 | George Russell   | Mercedes                | 34    | Pression d'eau                     | 1       |        |
| Np.  | 10 | Pierre Gasly     | Alpine-Renault          | 0     | Boîte de vitesses                  | 19      |        |

### Pole position et record du tour
- Pole position :  George Russell (Mercedes) en 1 min 25 s 819 (247,120 km/h)[17].
- Meilleur tour en course :  Carlos Sainz Jr. (Ferrari) en 1 min 28 s 293 (220,196 km/h) au cinquante-et-unième tour ; cinquième de l'épreuve, il remporte le point bonus associé[18].

### Tours en tête
- George Russell (Mercedes) : 17 tours (1-17)[19] ;
- Lewis Hamilton (Mercedes) : 15 tours (18-19 / 40-52) ;
- Lando Norris (McLaren-Mercedes) : 19 tours (20-27 / 29-39) ;
- Oscar Piastri (McLaren-Mercedes) : 1 tour (28).

## Classements généraux à l'issue de la course
| Pos. | Pilote           | Écurie                  | Points |
| ---- | ---------------- | ----------------------- | ------ |
| 1    | Max Verstappen   | Red Bull-Honda RBPT     | 255    |
| 2    | Lando Norris     | McLaren-Mercedes        | 171    |
| 3    | Charles Leclerc  | Ferrari                 | 150    |
| 4    | Carlos Sainz Jr. | Ferrari                 | 146    |
| 5    | Oscar Piastri    | McLaren-Mercedes        | 124    |
| 6    | Sergio Pérez     | Red Bull-Honda RBPT     | 118    |
| 7    | George Russell   | Mercedes                | 111    |
| 8    | Lewis Hamilton   | Mercedes                | 110    |
| 9    | Fernando Alonso  | Aston Martin-Mercedes   | 45     |
| 10   | Lance Stroll     | Aston Martin-Mercedes   | 23     |
| 12   | Nico Hülkenberg  | Haas-Ferrari            | 22     |
| 12   | Yuki Tsunoda     | Racing Bulls-Honda RBPT | 20     |
| 13   | Daniel Ricciardo | Racing Bulls-Honda RBPT | 11     |
| 14   | Oliver Bearman   | Ferrari                 | 6      |
| 15   | Pierre Gasly     | Alpine-Renault          | 6      |
| 16   | Kevin Magnussen  | Haas-Ferrari            | 5      |
| 17   | Alexander Albon  | Williams-Mercedes       | 4      |
| 18   | Esteban Ocon     | Alpine-Renault          | 3      |

| Pos. | Écurie                  | Points |
| ---- | ----------------------- | ------ |
| 1    | Red Bull-Honda RBPT     | 373    |
| 2    | Ferrari                 | 302    |
| 3    | McLaren-Mercedes        | 295    |
| 4    | Mercedes                | 221    |
| 5    | Aston Martin-Mercedes   | 68     |
| 6    | Racing Bulls-Honda RBPT | 31     |
| 7    | Haas-Ferrari            | 27     |
| 8    | Alpine-Renault          | 9      |
| 9    | Williams-Mercedes       | 4      |

## Statistiques
Le Grand Prix de Grande-Bretagne 2024 représente :
- la 3e pole position de George Russell, sa seconde de la saison[22];
- la 104e victoire de  Lewis Hamilton qui établit un nouveau record[23],[24] ;
- la 127e victoire pour Mercedes en tant que constructeur[25] ;
- la 215e victoire de Mercedes en tant que motoriste[26].

Au cours de ce Grand Prix :
- Mercedes verrouille sa 84e première ligne en qualifications et bat le record établi par Ferrari[27] ;
- Lewis Hamilton, en remportant le Grand Prix de Grande-Bretagne  à Silverstone pour la 9e fois, établit le nouveau record de victoires sur un Grand Prix et sur un circuit[28] ;
- Lewis Hamilton, en remportant son Grand Prix national pour la 9e fois, établit un nouveau record[29] ;
- Lewis Hamilton, en remportant au moins une victoire dans la saison pour la 16e fois, établit un nouveau record[30] ;
- Lewis Hamilton porte le record de l'intervalle entre la première et la dernière victoire à 17 ans et 27 jours[31] ;
- Lewis Hamilton devient le premier pilote à remporter un Grand Prix après 300 départs[32] ;
- Lewis Hamilton est élu « pilote du jour » à l'issue d'un vote organisé sur le site officiel de la Formule 1[33] ;
- Lando Norris passe la barre des 800 points inscrits en Formule 1 (804 points)[34] ;
- Enrique Bernoldi (28 Grands Prix disputés entre 2001 et 2002 avec Arrows) est nommé conseiller par la FIA pour aider dans leurs jugements le groupe des commissaires de course[35].